# Huarmey

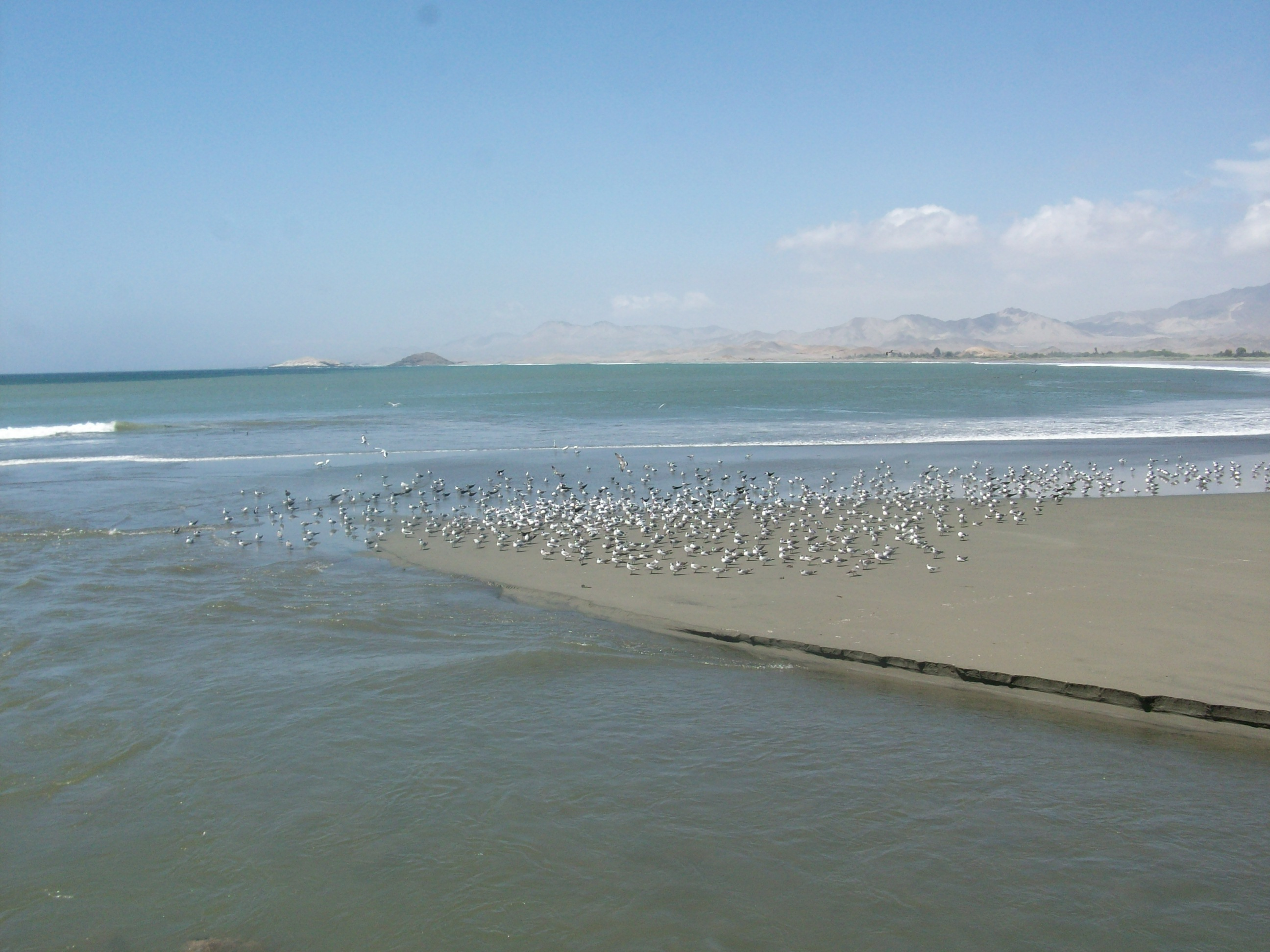
Vue de la côte à Puerto Huarmey.

Huarmey est une petite ville côtière du Pérou abritant plusieurs plages. C'est la capitale de la province de Huarmey, située dans la région d'Ancash au nord de Lima. Elle est traversée par la Panaméricaine.